# Baotite
La baotite è un minerale.